# 布盧明頓 (內布拉斯加州)
布盧明頓（英語：Bloomington）是位於美國內布拉斯加州富蘭克林縣的村。

## 人口
根據2020年美國人口普查的數據，布盧明頓的面積為2.06平方千米，皆為陸地。當地共有人口110人，而人口密度為每平方千米53人。